# Philomena Bair
Philomena Bair (* 24. Februar 1996 in Hall in Tirol) ist eine österreichische Freestyle-Skierin.

## Biografie
Bair erreichte 2013 bei der Junioren-WM in Chiesa in Valmalenco den 16. Platz. Seit Februar 2013 nimmt sie am Freestyle-Skiing-Weltcup in der Disziplin Slope Style teil und erreichte in Gstaad den 10. Platz. Im Europacupbewerb am 26. Jänner 2014 in Mayrhofen siegte sie. Bair wurde 2013 in Kaprun Österreichische Vizestaatsmeisterin. Sie nahm 2014 an den Olympischen Winterspielen in Sotschi teil.